# Cmentarz żydowski w Mościskach
Cmentarz żydowski w Mościskach – kirkut służący niegdyś żydowskiej społeczności Mościsk i okolicznych miejscowości. Cmentarz żydowski w Mościskach znajduje się w północno-wschodniej części miasta, przy ul. Wiszniewa i zajmuje działkę o przybliżonych wymiarach 50 × 100 m. Obiekt uległ daleko posuniętej dewastacji. Niemal wszystkie naziemne ślady cmentarza uległy zatarciu.
W ostatnich latach na cmentarzu wzniesiono stylizowany na macewę pomnik z napisem w językach ukraińskim i angielskim: „Cmentarz żydowski Rudnik i Mościsk. Ku pamięci pochowanych tu Żydów i tych, którzy zostali zamordowani w latach Zagłady 1941-1945”.
Nie wiadomo kiedy dokładnie cmentarz powstał.